# Helia yrias
Helia yrias är en fjärilsart som beskrevs av Felder 1874. Helia yrias ingår i släktet Helia och familjen nattflyn. Inga underarter finns listade i Catalogue of Life.